# Callistemon pityoides
Callistemon pityoides är en myrtenväxtart som beskrevs av Ferdinand von Mueller. Callistemon pityoides ingår i släktet lampborstar, och familjen myrtenväxter. Inga underarter finns listade i Catalogue of Life.

## Bildgalleri

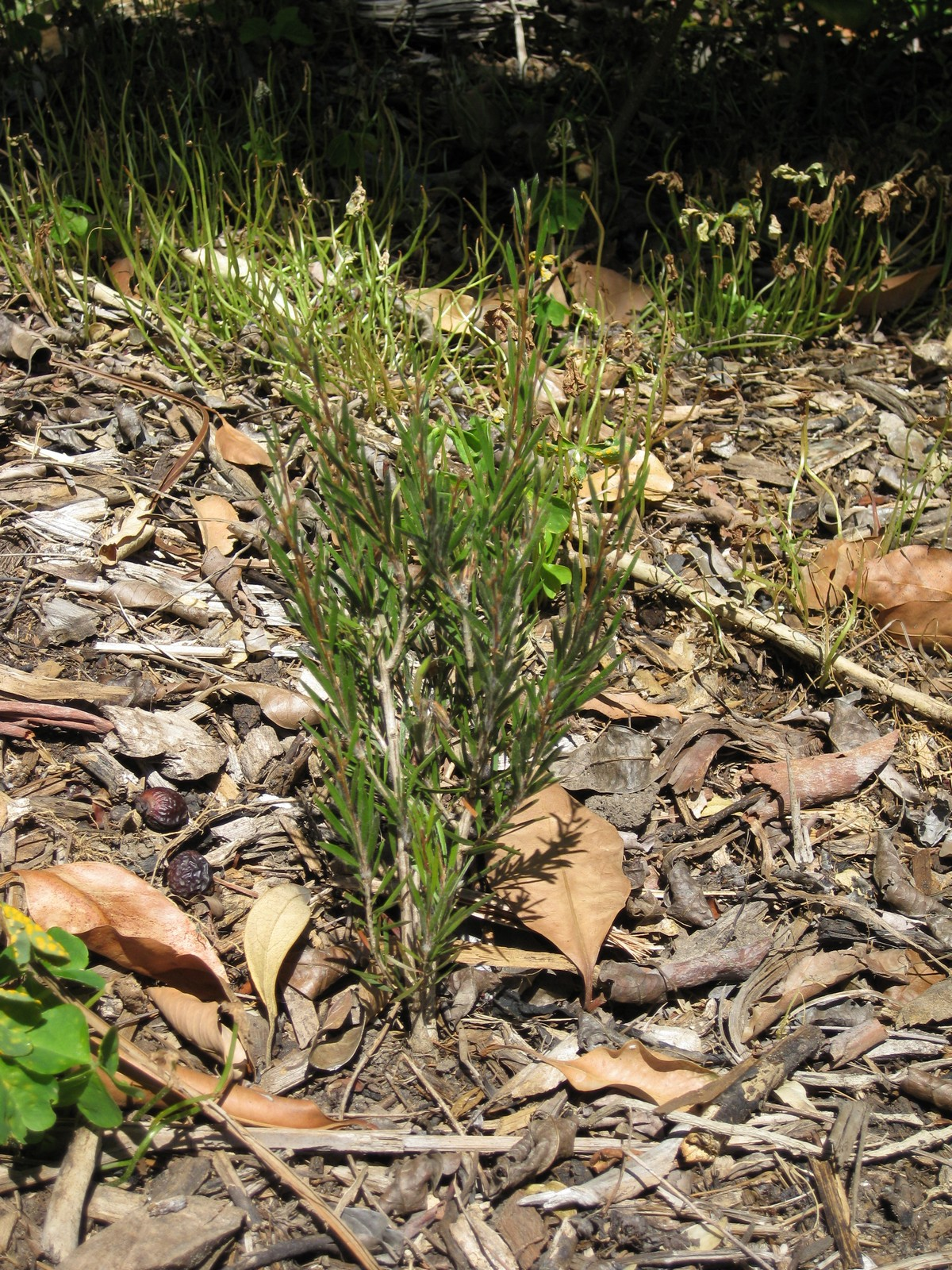
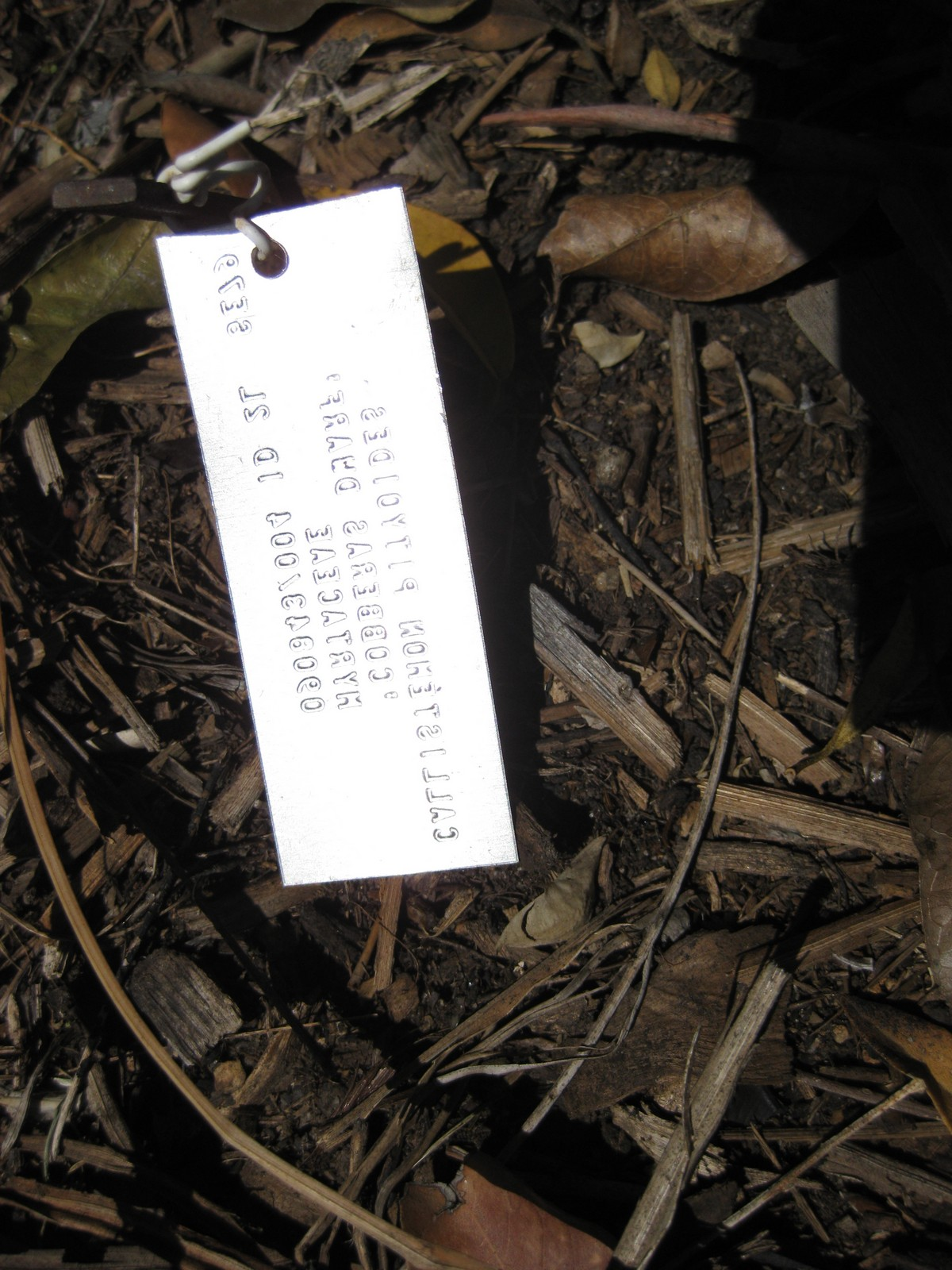